# Nasierowo Dolne
Nasierowo Dolne – wieś położona w Polsce, w województwie mazowieckim, w powiecie ciechanowskim, w gminie Gołymin-Ośrodek.
Wchodzi w skład sołectwa Nasierowo Górne.
Do 2024 r. miejscowość była częścią wsi Nasierowo Górne. W latach 1975–1998 Nasierowo Dolne administracyjnie należało do województwa ciechanowskiego.
Przez Nasierowo Dolne przepływa rzeka Sona.